# Agnes Mary Clerke
Agnes Mary Clerke, född 10 februari 1842, död 20 januari 1907, var en brittisk amatörastronom och författare.
Clerke har skrivit flera populära framställningar i astronomiska ämnen, bland annat A popular history of astronomy during the 19:th century (1885).

## Biografi
Agnes Mary Clerke utvecklade ett intresse för astronomi i tidig ålder genom att använda sin fars 4-tums teleskop i sina observationer, och började skriva en bok om astronomins historia i 15-årsåldern. År 1861, när hon var 19 år, flyttade hennes familj till Dublin, och sedan 1863 vidare till Queenstown. I 25-årsåldern flyttade hon till Italien, delvis på grund av hälsoskäl, tillsammans med sin äldre syster Ellen, där hon stannade fram till 1877. Hon bodde främst i Florens, där hon studerade vetenskap, språk och andra ämnen som skulle bli användbara senare i hennes liv. År 1877 bosatte hon sig i London.
I London fick hon år 1877 två artiklar publicerade i Edinburgh Review, "Brigandage in Sicily" och "Copernicus in Italy", som hon hade skrivit i Italien. Detta ledde till att Adam och Charles Black, utgivare av både Edinburgh Review och Encyclopædia Britannica, bad henne att skriva biografier om ett antal kända forskare för den nionde upplagan av den senare. Hon fick även ett antal andra uppdrag, inklusive publiceringen av en artikel om astronomi i Catholic Encyclopedia. Under sin karriär skrev hon recensioner om ett flertal böcker, varav några skrivna på franska, tyska, grekiska eller italienska.
År 1885 publicerade hon sitt mest kända verk A Popular History of Astronomy during the Nineteenth Century, som har fått erkännande även efter den tidsperioden det skrevs.
Clerke var inte en praktisk astronom. I stället gick hennes arbete ut på att samla, tolka och sammanfatta resultaten av existerande astronomisk forskning. År 1888 tillbringade hon tre månader på Cape Observatory som gäst hos regissören David Gill och hans fru, och blev där tillräckligt bekant med spektroskopi för att kunna skriva med ökad tydlighet och självförtroende om denna nyare gren av vetenskapen.
År 1892 tilldelades hon Royal Institutions Actonian Prize på 100 guineas. Hon var en aktiv medlem i både British Astronomical Association och Royal Astronomical Society. År 1903 valdes hon tillsammans med Lady Huggins till hedersmedlem i Royal Astronomical Society, en titel som tidigare endast innehafts av två kvinnor, Caroline Herschel och Mary Somerville.
Systern, Ellen Mary Clerke (1840–1906), skrev också om astronomi.
År 2002 skrev den pensionerade astronomen och föreläsaren Mary Brück en bok om henne, Agnes Mary Clerke and the Rise of Astrophysics.

## Eftermäle
Nedslagskratern Clerke på månen och asteroiden 9583 Clerke är uppkallade efter henne.